# 日本金属製造情報通信労働組合
JMITU（日本語：日本金属製造情報通信産業労働組合、英語：Japan Metal Manufacturing, Information and Telecommunication Workers Union）は、日本の労働組合で機械金属産業や鉄鋼・自動車・情報機器などの製造業および、情報通信産業の労働者で構成する産業別労働組合である。全国労働組合総連合（全労連）に加盟している。

## 概要
2016年1月31日に、全日本金属情報機器労働組合（JMIU）と通信産業労働組合（通産労）の組織統一によって誕生した。機械金属産業や鉄鋼・自動車・情報機器などの製造業および、情報通信産業などの労働者が加盟する、個人加盟制の単一体の労働組合である。個人加盟方式であるため、職場に組合組織がない場合でも組合に入ることができる。大企業から中小企業まで約300の支部・分会に約6,500名の労働者を組織している。ただし、大企業の組織については、連合加盟の自動車総連や電機連合に加盟する組合に対して少数派に留まっている場合が多い。
JMIUと通信労組は、ともに1980年代の労働戦線統一問題をめぐって、同盟および民間主導によるナショナルセンターの再編を「右傾化」などと批判して、新たに結成された組織である。そのため、連合に加盟する組合の労使協調路線に対して批判的な態度をとっている。参加組織のなかには、日産自動車の経営陣や主流派労組とたたかった全金プリンス自動車工業支部を受け継ぐ日産自動車支部や、会社による組合を狙いうちした大規模リストラ・ロックアウト解雇とたたかった日本アイ・ビー・エム支部など、戦闘的な歴史をもつ組織を多く抱えている。
綱領では「資本からの独立、政党からの独立、一致する要求での統一行動」の原則を掲げ、「資本の「合理化」攻撃に反対し、職場に働く労働者の闘いを重視し未組織の仲間の組織化」をめざすことなどを謳っている。また、結成宣言では、「要求実現をめざす運動と組織の基本を「職場にたたかう砦を」、「地域に共闘を」、「全国統一闘争の発展」に置いてたたかいます」と述べ、綱領に掲げた目標や「日本の憲法と平和・民主主義をまもり確立する」目標を掲げている。
2016年の結成大会で選ばれた役員は、委員長＝生熊茂実、書記長＝三木陵一ほか。機関紙は『JMITU』（月刊、タブロイド判）を発行している。

## 金属反合共同行動
JMITUの特徴的な運動の一つに、金属反合共同行動がある。この活動は、JMITUの金属機械反合闘争委員会によって行われている、さまざまな支部や分会の共同の運動である。「反合」（はんごう）とは「反合理化」の略であり、労働者にとって不利な合理化に反対し、権利を擁護するための職場を超えた統一行動である。JMITUの前身にあたる金属機械労組連絡会が結成された1982年から行われており、近年はブラック企業問題やハラスメント問題にも取り組んでいる。
企業の経営や生産の「合理化」は、しばしば労働条件の悪化や給与の減額、工場閉鎖や労働者の解雇を引き起こし、中小企業かつ製造業のばあい経営体力に乏しく景気変動に弱いことから、とくに労働者にとって不利な事態が発生しやすい。また、中小企業は労働者の数が少なため、職場単位での労働組合運動に不利な面を抱えている。さらに、JMITUは大企業においても多数の労働者を組織しているとは限らない。こうした不利な条件を補うために、JMITUは職場を超えた団結と連帯の産業別統一闘争を重視し、その一環として金属反合共同行動を行っているのである。
金属反合共同行動では、問題が起こった会社に対して本社や事業所近くの駅前での街頭宣伝、包囲デモなどを行って、職場の運動を励まし問題の周知を図る。各支部・分会の旗が林立し、宣伝カーが繰り出されることもある。2009年10月15日時点で200回を迎えた。また、金属反合10周年を記念した歌として「ともに明日へ」（作詞：小森香子、作曲：安藤由布樹）がある。

## 前身となった団体

### 全日本金属情報機器労働組合
- 略称：全日本金属・JMIU、英語：All Japan Metal and Information Machinary Workers Union

金属機械・電機・鉄鋼・自動車などの金属関連、コンピュータやソフトなど情報機器関連産業の労働者で構成。個人加盟制の産業別単一労働組合。1989年結成。
全国金属労働組合（全国金属、1950年結成）は日本労働組合総評議会（総評）に加盟し日本社会党を支持政党としていたが、社会党支持に反対する日本共産党系の勢力を反主流派として抱えていた。1980年代の労働戦線統一問題をめぐって主流派と反主流派の対立が深まり、同盟系の組合に接近して全民労協への参加を図る主流派の路線を反主流派は「右傾化」と批判した。1982年8～9月に開かれた全国金属第50回定期大会では両派が激突し、役員選挙では決選投票が行われて主流派が主な役員を占めるにいたった。反主流派は、同年12月19日に「右翼労戦不参加、金属機械労組連絡会」（金属機械労組連絡会、金属連絡会とも）を結成し左派の結成を図った。全国連絡会会長は中里忠仁（全国金属前副委員長）、事務局長は生井宇平（全国金属中央委員）。
全民労協が右派を結集する連合（全日本民間労働組合連合会、全民労連）へと発展することが決定的になるなか、金属機械労組連絡会は、1987年8月5日の常任幹事会で、「金属機械産業における連合反対勢力の結集をめざす方針」を決め、「「連合」はあまりにも同盟的で」「反共・労資協調・選別の露骨さは、とうてい職場の理解を得ることは不可能である」と主張し、連合加盟の凍結、左派の結集、総評の解体反対と総評労働運動のすぐれた面の継承などを全国金属の加盟組合に呼びかけた。8月末に開かれた全国金属第60回定期大会は、主流派が連合への参加を提案して賛成191、反対47、白票1で可決されるにいたった。それでも反対派は約20%を集め、金属労組連絡会系に加えて社会党や無党派の左派系代議員が一致して行動し、大会の会場入り口では全国金属1300支部のうち320支部連名での反対ビラがまかれた。
翌1988年8～9月の全国金属第62回定期大会では、同盟傘下の全金同盟、新産別傘下の全機金などとの新組織をつくることを決定した。さらに、金属機械労組連絡会に対しては、「もはや一つの組織における意見の相違とはいいがたい。明らかな分裂行動である」とし、「継続して連絡会活動にかかわる支部には全国金属からの離脱を求める」とした。大会では反対派代議員が修正案を提案したが、前年よりも少数で否決された。金属機械労組連絡会は10月に第2回定期総会を開いて全国金属を非難するとともに、社会党や無党派の左派とも連携して新しい組織の結成を目指すこととなった。
こうして、1989年2月27日と28日の両日、東京千駄ヶ谷の日本青年館において全日本金属情報機器労働組合（JMIU）の結成大会が開かれた。参加したのは293支部の1万2000人で、このうち約1万人が全国金属を脱退した組織であったとみられる。委員長は中里忠仁（連絡会会長）、事務局長は生井宇平（連絡会事務局長）を選出。反連合を打ち出して新たに結成された最初の労働組合として注目された。結成されたJMIUは「たたかうナショナルセンター結成準備会」に加わり、11月の全労連の結成に参加した。また、全労協にも参加したが、ナショナルセンターへの対応の違いから1994年9月末に脱退している。（他方の全国金属は、同年に全機金と組織統合して全国金属機械労働組合（金属機械）となって連合に加わり、1999年にゼンキン連合とも組織統合してJAM（ものづくり産業労働組合）となって今日に至っている。）
結成後、1990年代から2000年代は製造業に厳しい経済状況が続いて、JMIUの組合員数は減り続けるなかで、多くの困難に直面しながら運動を行った。親会社の責任を認めさせた船井電機争議や三立電機争議、臨時社員の賃金是正を訴えた丸子警報器争議、経営再建をめぐる日産自動車争議、工場閉鎖や組合つぶしをめぐる高見沢電機争議、強制転配をめぐる日本NCR争議、倒産した企業の経営再建と職場復帰を勝ち取った池貝争議などを行った。また、非正規雇用の問題にも取り組み、光洋シーリングテクノ、日亜化学工業、いすゞ自動車などで運動を展開した。
JMIUの中央本部事務所は、東京都北区滝野川3丁目3番1号 ユニオンコーポ3階に置かれた。福利厚生事業としてJMIU中央共済会を運営。機関紙は『金属労働新聞』で、金属機械労組連絡会が発足した1982年から刊行。結成からしばらくは、JMIUの略称のほかに全日本金属という略称も使われており、以前の写真では「全日本金属○○支部」などと書かれた組合旗が映っているものを確認することができる。通信労組との組織統一後は、旧事務所を継承してJMITUの中央本部事務所としている。

### 通信産業労働組合
- 略称：通産労・通信労組・TCWU、英語：Telecommunication Workers Union

NTTグループ（旧・日本電信電話公社）の労働者で構成。個人加盟制の産業別単一労働組合。1981年結成。
全国電気通信労働組合（全電通、1950年結成）もまた、総評に加盟して日本社会党を支持政党としながら、一部に社会党支持に反対する勢力を抱えていた。1964年の4.17ゼネストでは、一部の組合員を日本共産党のスト反対声明に同調して全電通の方針に反した行動をしたとして統制処分を下した。こうした経緯から、全電通より除名・脱退した近畿通信局管内の組合員が、1981年4月26日に通信産業労働組合（通産労または通信労組、当初170名）を結成。労働戦線統一問題をめぐって同盟系の組合に接近して全民労協との協調を図る政治路線を「右傾化」と批判して、左派の統一戦線促進労働組合懇談会（統一労組懇）との連帯を強化する方針をとった。
その後、通産労は他地域にも組織を拡大し、多数派である全電通に対する批判勢力を築いた。1989年に全労連が結成されるとこれに加盟。（他方の全電通は、民間主導による労働戦線の統一を進める役割を果たし、連合が結成されると山岸章を初代委員長に送り込んだ。）
通産労の中央本部事務所は、東京都世田谷区松原3丁目41の15 NTT松沢別館に置かれた。福利厚生事業としては通信産業労働組合共済会（通信労組共済）を運営。機関紙は『通信労組』を発行。JMIUとの組織統一後は、JMITU通信産業本部として旧事務所を継承し、全国に28の都道府県支部に約500名を組織している。また、「通信労組組合歌」（作詞：市野みのる、作曲：高平つぐゆき）が存在する。

## 組織
中央本部を東京に設置して、事務局の機能を持たせている。地方組織はいずれも「JMITU○○地本」と称している。規模の大きい事業所は企業支部、規模の小さい事業所は地域支部を通じて企業分会を組織し、地方本部がない県の支部・分会は近隣の地方本部に直接加盟している。例えば、JMITU東京地方本部南部地区協議会（東京南部地協）の場合、（１）日本アイビーエム支部、港プラスチック支部、アイ・エス・ビー支部、東京測器研究所支部といった企業支部、（２）各事業所の分会を組織する大田地域支部、品川地域支部、目黒地域支部といった地域支部がある。
また、通信産業本部はこれとは別に全国に28の都道府県支部を有する。

### 地方本部および通信産業本部
| - 茨城地方本部 - 栃木地方本部 - 群馬地方本部 - 埼玉地方本部 - 千葉地方本部 - 東京地方本部 - 北部地区協議会 - 東部地区協議会 - 南部地区協議会 - 西部地区協議会 - 神奈川地方本部 - 長野地方本部 - 静岡地方本部 - 愛知地方本部 - 京滋地方本部 - 大阪地方本部 - 岡山地方本部 - 愛媛地方本部 - 徳島地方本部 - 福岡地方本部 | - 通信産業本部 - 埼玉支部 - 東京支部 - 神奈川支部 - 静岡支部 - 愛知支部 - 岐阜支部 - 京都支部 - 大阪支部 - 兵庫支部 - 山口支部 - 四国支部 - 福岡支部 - 大分支部など |

### 支部・分会および組合員の変遷
| 西暦   | 支部・分会数               | 組合員数                   | （うちパート労働者）       | 支部・分会数     | 組合員数         | （うちパート労働者） |
| ------ | -------------------------- | -------------------------- | -------------------------- | ---------------- | ---------------- | -------------------- |
| ―      | 全日本金属情報機器労働組合 | 全日本金属情報機器労働組合 | 全日本金属情報機器労働組合 | 通信産業労働組合 | 通信産業労働組合 | 通信産業労働組合     |
| 1990年 | 315                        | 11,098人                   | 約100人                    | （データなし）   | （データなし）   | （データなし）       |
| 1991年 | 307                        | 12,369人                   | 約140人                    | 44               | 1,123人          | -人                  |
| 1992年 | 308                        | 11,696人                   | 約130人                    | 50               | 1,187人          | -人                  |
| 1993年 | 319                        | 12,149人                   | 約130人                    | 50               | 1,205人          | -人                  |
| 1994年 | 329                        | 12,114人                   | 約120人                    | 52               | 1,259人          | -人                  |
| 1995年 | 318                        | 11,857人                   | 約100人                    | 48               | 1,254人          | -人                  |
| 1996年 | 320                        | 11,232人                   | 約110人                    | 50               | 1,254人          | -人                  |
| 1997年 | 320                        | 10,994人                   | 約100人                    | 49               | 1,250人          | -人                  |
| 1998年 | 328                        | 10,896人                   | 約100人                    | 46               | 1,223人          | -人                  |
| 1999年 | 325                        | 10,647人                   | -人                        | 45               | 1,204人          | -人                  |
| 2000年 | 327                        | 10,235人                   | 約100人                    | 43               | 1,163人          | -人                  |
| 2001年 | 326                        | 9,483人                    | 約80人                     | 41               | 1,157人          | -人                  |
| 2002年 | 313                        | 8,911人                    | 84人                       | 43               | 1,144人          | -人                  |
| 2003年 | 312                        | 8,966人                    | 約90人                     | 40               | 951人            | 0人                  |
| 2004年 | 338                        | 8,816人                    | 約80人                     | 44               | 924人            | 0人                  |
| 2005年 | 337                        | 8,706人                    | 約310人                    | 43               | 838人            | 0人                  |
| 2006年 | 341                        | 8,691人                    | 約140人                    | 40               | 869人            | -人                  |
| 2007年 | 338                        | 8,822人                    | 約90人                     | 37               | 785人            | 0人                  |
| 2008年 | 314                        | 8,288人                    | 約140人                    | 38               | 698人            | 約20人               |
| 2009年 | 329                        | 8,744人                    | 約170人                    | 37               | 640人            | 約20人               |
| 2000年 | 324                        | 8,563人                    | 約160人                    | 37               | 640人            | 約20人               |
| 2011年 | 315                        | 8,043人                    | 約150人                    | 37               | 605人            | 約40人               |
| 2012年 | 309                        | 7,624人                    | 約130人                    | 37               | 564人            | 約30人               |
| 2013年 | 302                        | 7,241人                    | 147人                      | 31               | 480人            | 23人                 |
| 2014年 | 280                        | 6,549人                    | 185人                      | 31               | 391人            | 25人                 |
| 2015年 | 266                        | 6,280人                    | 113人                      | 30               | 344人            | 16人                 |
| ―      | JMITU                      | JMITU                      | JMITU                      |                  |                  |                      |
| 2016年 | 278                        | 6,126人                    | 126人                      |                  |                  |                      |
| 2017年 | 261                        | 5,921人                    | 117人                      |                  |                  |                      |
| 2018年 | 251                        | 5,562人                    | 106人                      |                  |                  |                      |

（出典：労働省・厚生労働省『労働組合基礎調査』各年版）

### 歴代役員
| 大会（選出時期）                | 委員長           | 副委員長                                                               | 書記長           | 備考   |
| ------------------------------- | ---------------- | ---------------------------------------------------------------------- | ---------------- | ------ |
| 第1回大会 （2016年1月選出）     | 生熊茂実（本部） | 宇佐美俊一（通信産業本部） 川口英晴（東京地本） 山本善五郎（京滋地本） | 三木陵一（本部） | [ 5 ]  |
| 第4回定期大会 （2017年7月選出） | 三木陵一（本部） | 〃                                                                     | 笠瀬隆司（本部） | [ 19 ] |
| 第6回定期大会 （2018年7月選出） | 〃               | 宇佐美俊一（通信産業本部） 川口英晴（東京地本）                        | 〃               | [ 20 ] |
| 第8回定期大会 （2019年7月選出） | 〃               | 宇佐美俊一（通信産業本部） 川口英晴（東京地本） 久松博行（大阪地本）   | 〃               | [ 21 ] |

## 出版物
- 全日本金属情報機器労働組合
  - 『ここがポイント労働組合を強く大きくするために』（学習の友社、1990年11月） ISBN 978-4761710057
  - 「合理化」反対闘争の基本（反合パンフ）
    - 『「合理化」反対闘争の基本 第1集　倒産、工場移転、出向・転配など「合理化」攻撃とのたたかい』（学習の友社、増補改訂版、1995年8月） ISBN 978-4761710095
    - 『「合理化」反対闘争の基本 第2集　企業分析のしかた・職場政策のつくりかた』（学習の友社、1997年8月） ISBN 978-4761710156

  - 『くらし・職場・政治と労働組合　金属に働く仲間の学習テキスト』（学習の友社、1999年8月） ISBN 978-4761710163
  - 『リストラ・倒産対応マニュアル　くらし、雇用、将来の不安は解決できる』（学習の友社、2004年1月） ISBN 978-4761710224
  - 『JMIU・金属連絡会の歩み　金属労働者のたたかう伝統に学ぶ』（学習の友社、2004年7月） ISBN 978-4761706203
  - 『わたしたちと労働組合　スタンダード編』（学習の友社、2009年10月） ISBN 978-4761706616
  - 『金属労働新聞　縮刷版』全3冊（1982～2003年）
- JMIU栃木地方本部『腕章がつなぐ13人の絆　人間の尊厳を求めるレオン支部の闘い』（随想舎・ずいそうしゃブックレット9、2001年） ISBN 978-4887480520
- 松井繁明・生熊茂実（編著）『リストラ撃退ABC　納得できないあなたに』（学習の友社・実践職場と権利シリーズ7、2002年） ISBN 978-4761703578
  - 著者の生熊茂実はJMIUの委員長。